# Josy Barthel
Joseph Barthel (24. dubna 1927 Mamer – 9. července 1992 Lucemburk) byl lucemburský závodník v běhu na střední tratě, olympijský vítěz v Helsinkách v běhu na 1500 m.
Narodil se 24. dubna 1927 v městečku Mamer na jihozápadě Lucemburska. V roce 1946 se stal poprvé mistrem své země (titul získal jedenáctkrát po sobě). V roce 1947 vyhrál v Berlíně mistrovství světa vojáků na 800 metrů. Na olympiádě v Londýně skončil na devátém místě v běhu na 1500 metrů. V roce 1951 vyhrál v domácím prostředí na mistrovství světa studentů osmistovku i patnáctistovku. Životního úspěchu dosáhl 26. července 1952 ve finále olympijského závodu v Helsinkách. Nepříliš známý atlet drtivým finišem zaskočil oba největší favority, Američana Boba McMillena i Wernera Luega z Německa a zvítězil v olympijském rekordu 3 minuty 45 sekund a 28 setin. Nikdo to nečekal, ani sám vítěz; dokonce muselo být odloženo slavnostní vyhlášení, než pořadatelé našli partituru lucemburské hymny.
Joseph Barthel se zúčastnil ještě her v Melbourne, ale tam už nedokázal ani postoupit do finále. Oženil se, měl dvě dcery, vystudoval na Harvard University chemii a hydrologii, stal se uznávaným odborníkem na problematiku odpadní vody. V letech 1977-1984 zasedal v lucemburské vládě jako ministr životního prostředí. Zemřel 9. července 1992 v Lucemburku.
Po Josym Barthelovi byl pojmenován národní stadion v Lucemburku (Stade Josy Barthel), na kterém hraje mj. lucemburská fotbalová reprezentace, a také střední škola v rodném Mameru. Dosud je jediným Lucemburčanem, který vyhrál olympiádu - maratónský vítěz z Paříže 1900 Michel Théato sice pocházel z Lucemburska, ale podle všech oficiálních dokumentů reprezentoval Francii (lucemburský národní olympijský výbor tehdy ostatně ani neexistoval).